# Ovis
Ovis es un género de mamíferos artiodáctilos de la familia Bovidae. En él se incluye la oveja doméstica y diversas especies salvajes estrechamente relacionadas, como los muflones.

## Especies

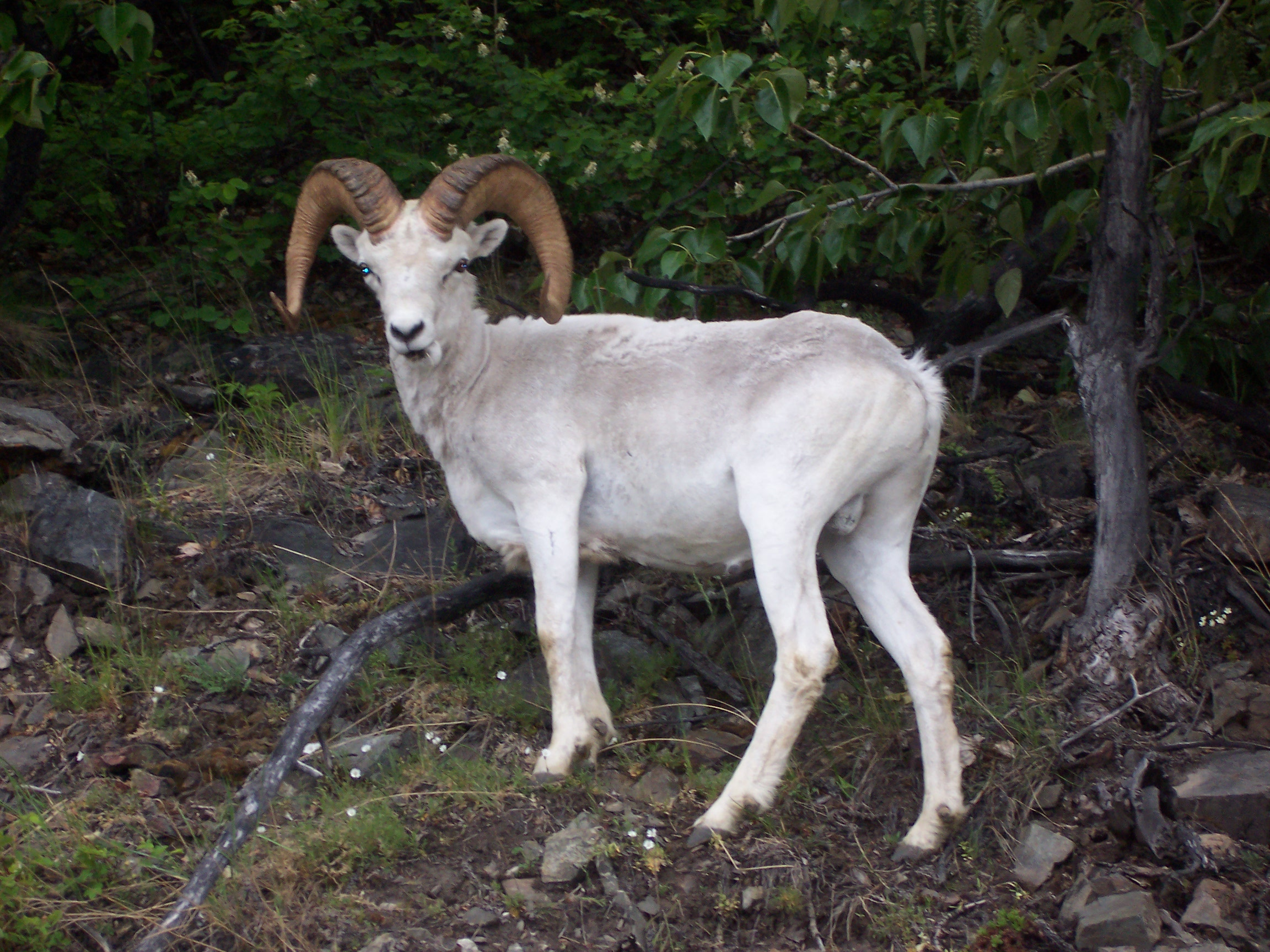
Ovis dalli.

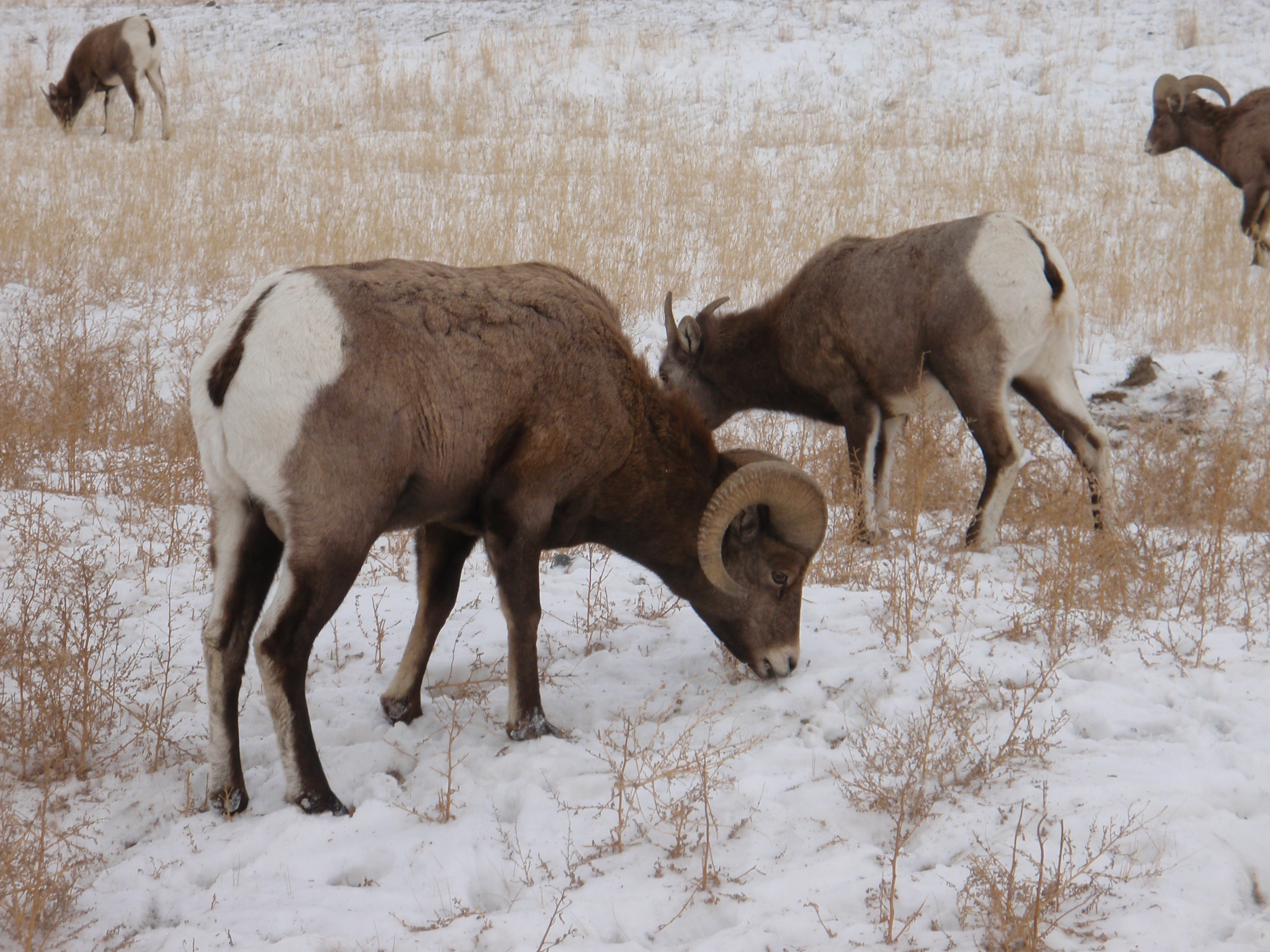
Ovis canadensis.

El género Ovis incluye cinco especies y numerosas subespecies, algunas de las cuales son consideradas especies propias por algunos autores.
- Ovis ammon - argalí
  - Ovis ammon ammon
  - Ovis ammon collium
  - Ovis ammon comosa
  - Ovis ammon darwini
  - Ovis ammon hodgsonii
  - Ovis ammon karelini
  - Ovis ammon nigrimontana
  - Ovis ammon polii
  - Ovis ammon severtzovi
- Ovis orientalis - muflón
  - Ovis orientalis aries - oveja doméstica.
  - Ovis orientalis arkal - urial transcaspiano.
  - Ovis orientalis cycloceros - urial afgano.
  - Ovis orientalis isphahanica - muflón de Esfahan.
  - Ovis orientalis laristanica - muflón de Laristan.
  - Ovis orientalis musimon - muflón europeo.
  - Ovis orientalis ophion - muflón de Chipre.
  - Ovis orientalis orientalis - muflón asiático.
  - Ovis orientalis vignei - urial de Ladahk.
- Ovis canadensis - carnero de las Rocosas.
  - Ovis canadensis canadensis
  - Ovis canadensis californiana
  - Ovis canadensis cremnobates
  - Ovis canadensis mexicana
  - Ovis canadensis nelsoni
  - Ovis canadensis weemsi
- Ovis dalli - muflón de Dall.
  - Ovis dalli dalli
  - Ovis dalli stonei
- Ovis nivicola - oveja de las nieves.
  - Ovis nivicola nivicola
  - Ovis nivicola borealis
  - Ovis nivicola kodarensis
  - Ovis nivicola koriakorum
- Ovis maasi?